# Magnesionigerite-6N6S
La magnesionigerite-6N6S è un minerale appartenente al gruppo della nigerite.